# Moorhead (Minnesota)
Pour les articles homonymes, voir Moorhead.
Moorhead est une ville située dans l'ouest de l'État du Minnesota aux États-Unis, sur la rivière Rouge du Nord, en face de Fargo (Dakota du Nord). Elle est le siège du comté de Clay.
Selon le recensement des États-Unis de 2020, la population était de 44 505 habitants.

## Histoire
La commune est créée le 6 octobre 1871. 
La ville a été construite autour d'une sucrière, d'une distillerie de malt et d'une usine à papier.

## Économie
Les employeurs principaux.
| #  | Employeur                                       | # Nombre d'employés |
| -- | ----------------------------------------------- | ------------------- |
| 1  | Independent School District 152                 | 826                 |
| 2  | Minnesota State University Moorhead             | 825                 |
| 3  | Concordia College                               | 609                 |
| 4  | County of Clay                                  | 470                 |
| 5  | Eventide Lutheran Home                          | 467                 |
| 6  | Advance Security                                | 450                 |
| 7  | Creative Care for Reaching Independence (CCRI)  | 409                 |
| 8  | American Crystal Sugar Company                  | 368                 |
| 9  | Minnesota State Community and Technical College | 280                 |
| 10 | City of Moorhead                                | 249                 |

## Géographie
Moorhead est situé proche de la Red River dans la vallée du même nom. 
Elle situe entre les routes US 10 et les 75 et l'Interstate 94.

## Personnalités
- Rene Clausen – (b. 1953) Compositeur
- Becky Gulsvig – (b. 1982) actrice[2]
- Mark Ladwig – (b. 1980) sportif [3]
- Thomas McGrath – (1916–1990) Poète
- Adolph Murie – (1899–1974) Biologiste
- Olaus Murie – (1889–1963) Biologiste
- Wally O'Neill – NFL Hockeyeur
- Leslie Stefanson – actrice

## Médias
- The Forum of Fargo-Moorhead, journal.
- High Plains Reader, journal.
- Minnesota Public Radio, radio.